# Stanisław Buchholz
Stanisław Buchholz (ur. 16 listopada 1878 w Kcyni, zm. 27 września 1964 w Toruniu) – nauczyciel z 54-letnim stażem służby zawodowej, odbudował szkolnictwo polskie w Toruniu po I oraz II wojnie światowej, założyciel oraz pierwszy rektor Polskiej Szkoły Wydziałowej Koedukacyjnej w Toruniu (obecnie Centrum Kształcenia Ustawicznego). Współzałożyciel Związku Nauczycielstwa Polskiego, biolog w Państwowym Gimnazjum i Liceum im. M. Kopernika w Toruniu (obecnie I Liceum Ogólnokształcące), radny miasta Torunia za prezydentury Antoniego Bolta, prezes Kujawskiego Związku Pszczelarzy.

## Życiorys

### 1878–1920
Urodzony w Kcyni jako jeden z siedmiorga dzieci Wojciecha i Konstancji z domu Thiel. Rodzice posiadali 15-hektarowe gospodarstwo, ojciec był w radzie miejskiej. Naukę rozpoczął w Szkole Ćwiczeń Katolickiego Seminarium Nauczycielskiego w Kcyni. Następnie ukończył Gimnazjum w Rogoźnie. W 1898 roku ukończył Katolickie Seminarium Nauczycielskie w Kcyni, gdzie zdobył zawód nauczycielski oraz w 1902 roku zdał egzamin kwalifikacyjny.
Pracował jako nauczyciel w Szkole Powszechnej w Suchatówce (1898–1912), gdzie wprowadził nauczanie religii w języku polskim oraz sam język polski. Wspierał rodziców i dzieci podczas powszechnego strajku (protesty w zaborze pruskim za przykładem dzieci wrzesińskich).
Następnie (1912–1920) nauczał w Szkołach: Powszechnej, Rolniczej i Wydziałowej w Inowrocławiu oraz Rąbinie. Jednocześnie studiował na Wolnej Wszechnicy w Poznaniu (1902–1920) m.in. przyrodę, geografię, archeologię i geologię uzyskując dyplom uprawniający do nauczania w szkołach średnich.
Jesienią 1918 roku zorganizował, wraz Wąsowiczem i Karkowskim, stowarzyszenie nauczycieli Polaków z Inowrocławia i okolicy. Na inauguracyjnym zebraniu został wybrany do Zarządu stowarzyszenia nauczycieli. Uroczyste przemówienie wygłosił ówczesny prałat Antoni Laubitz. Już od jesieni Stanisław Buchholz zorganizował i prowadził wraz z kolegą nauczycielem bezpłatne kursy języka polskiego dla pracowników kolejowych, na które uczęszczało około 400 słuchaczy, również niezwiązanych z koleją. Został powołany do Powiatowej Rady Ludowej w Inowrocławiu (podległej Naczelnej Radzie Ludowej), pod przewodnictwem Józefa Krzymińskiego.
27–28 grudnia 1918 brał udział w zjeździe nauczycielstwa wielkopolskiego w celu zawiązania związku nauczycielskiego na województwo poznańskie, gdzie zastał go wybuch powstania wielkopolskiego. Podczas inauguracji zebrania nauczycielskiego przemawiał ówczesny mecenas Wojciech Trąpczyński, który między innymi powiedział: "Jeżeli społeczeństwo polskie szło dotychczas drogą niemiecką, to droga nauczyciela była istną drogą piekielną".

### 1920–1939
Praca w szkolnictwie krótko po I wojnie była wymagająca z uwagi na częściowo zniemczone społeczeństwo, zwłaszcza dzieci, które kiepsko władały językiem polskim. Dodatkowo wielu nauczycieli wyjechało do Niemiec, a polskie grono pedagogiczne było niewielkie.
W 1920 roku został nominowany na Rektora (przez Magistrat w Toruniu) oraz nauczyciela (przez Kuratorium Oświaty w Poznaniu) Polskiej Szkoły Wydziałowej-Koedukacyjnej w Toruniu (obecnie Centrum Kształcenia Ustawicznego). W skład grona weszli min. Jan Ciomborowski, Maria Gałuszkowa, Brunon Narzyński, Katarzyna Szyszyłowiczowa, Augustyn Block, Porazik, Kowalski przy wsparciu notariusza Stanisława Tempskiego, sprowadzającego nauczycieli. Był Kierownikiem Polskiej Szkoły Wydziałowej do momentu rozwiązania placówki w 1937 roku. W 1922 roku zorganizował w Toruniu I Dokształcającą Szkołę Zawodową i Kupiecką, którą kierował do 1932 roku. Z kolei w 1937 roku uruchomił i został kierownikiem Szkoły Powszechnej Nr 14 przy ul. Prostej 4 w Toruniu.
W latach 1920–1921 uzyskał prawo do nauczania geografii, botaniki, zoologii, fizyki, chemii, mineralogii w klasach gimnazjalnych (Komisja dla Spraw Wyznaniowych i Szkolnych Województwa Pomorskiego w Poznaniu). W 1928 roku Ministerstwo Wyznań Religijnych i Oświecenia Publicznego przyznało mu Wyższy Kurs Nauczycielski do nauki przyrodoznawstwa.

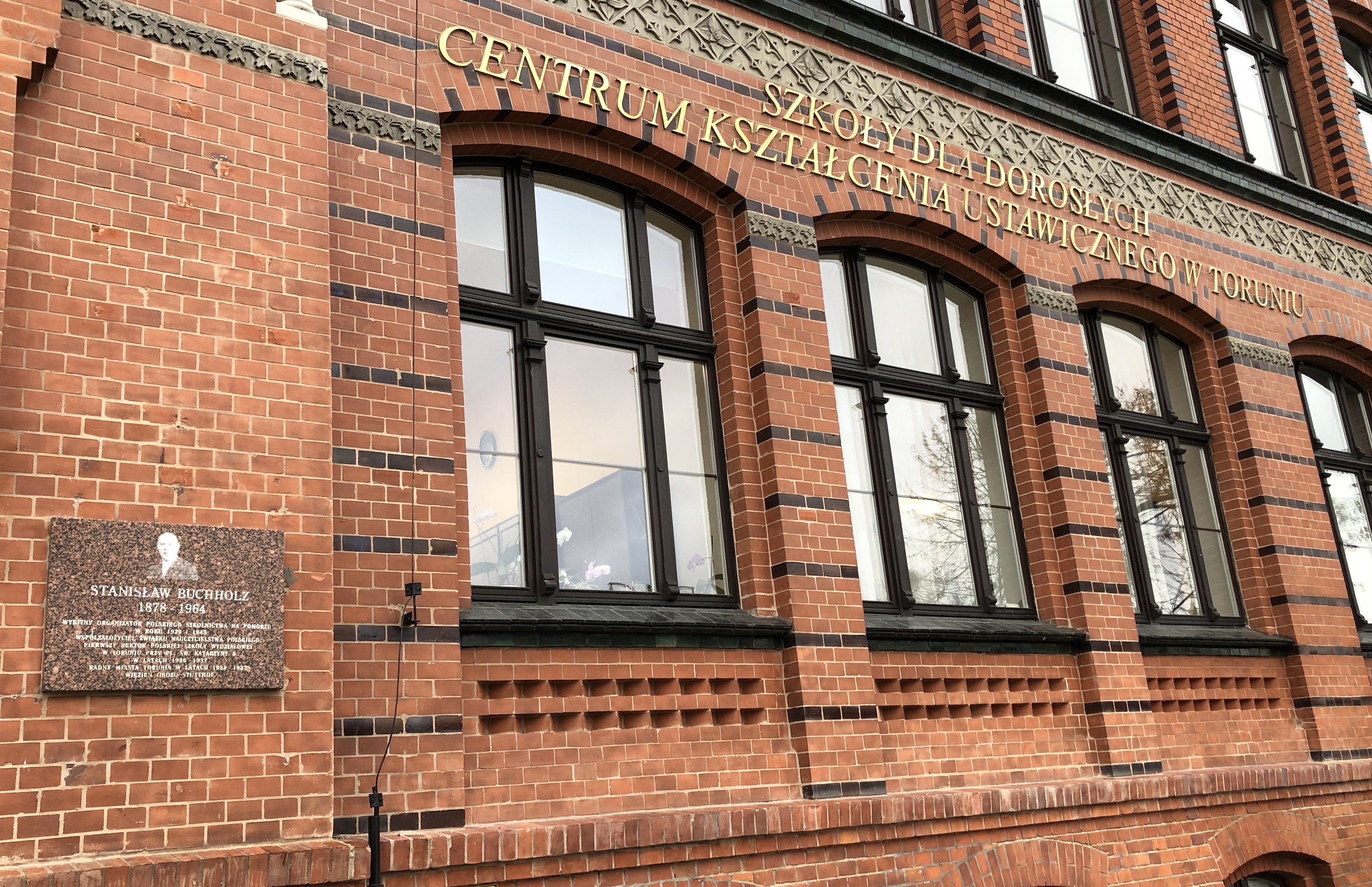
Tablica pamiątkowa Stanisława Buchholza na budynku CKU w Toruniu

W latach 1924–1927 był radnym miasta Torunia za kadencji prezydenta Antoniego Bolta. Był członkiem Rady Okręgowej, a w 1929 roku członkiem Rady Szkolnej Okręgowej Pomorskiej.
W 1938 roku szkolnictwo toruńskie uroczyście obchodziło 40-lecie pracy pedagogicznej Stanisława Buchholza. Na przestrzeni lat za swoją wzorową i długoletnią pracę otrzymał również Brązowy Medal Kuratora Okręgu Szkolnego Pomorskiego (1938) oraz Srebrny Medal Kuratora Okręgu Szkolnego Pomorskiego (1939).
Dodatkowo prowadził przyrodnicze wykłady radiowe w Rozgłośni Pomorskiej Polskiego Radia w Toruniu. Był autorem publikacji i felietonów z tematyki historii Kcyni i jej klasztoru pokarmelitańskiego, szkolnictwa Torunia, pszczelarstwa i zbieractwa Był zapalonym pszczelarzem oraz Prezesem Kujawskiego Związku Pszczelarzy. Posiadał pasiekę w Suchatówce zarekwirowaną w 1941 roku.

### 1939–1945
Podczas okupacji hitlerowskiej odmówił przyjęcia III grupy narodowości niemieckiej oraz możliwości nauki w szkole niemieckiej. W tym czasie pracował jako smolarz dekarz.
W październiku 1941 został aresztowany przez gestapo wraz z wieloma przedstawicielami inteligencji Torunia, osadzony w Forcie VII na Barbarce. Następnie wywieziony do obozu koncentracyjnego Stutthof (19 grudnia) jako więzień polityczny z numerem 12494. W obozie stracił słuch na jedno ucho przez uraz fizyczny spowodowany przez oprawców. Dzięki koledze, doktorowi Bogdanowi Jasińskiemu, który prowadził lazaret obozowy, przeżył. Poprzez starania żony, córek i syna oraz znajomych z obozu został zwolniony w lutym 1942.

### 1945–1964
W 1945 roku, jako 67 latek, znalazł się w gronie organizatorów szkolnictwa powszechnego w Pomorskim Kuratorium Oświaty w Toruniu. Rozpoczął organizację nauki w Państwowym Liceum i Gimnazjum im. Mikołaja Kopernika (obecnie I Liceum Ogólnokształcące im. Mikołaja Kopernika). Jako biolog wykładał w szkole do 1952 roku, po czym przeszedł na emeryturę po 54 latach służby w szkolnictwie.
Był członkiem Rady Nadzorczej Publicznych Szkół Dokształcających Zawodowych w Toruniu oraz Członkiem Oddziału Pomorskiego Związku byłych więźniów ideowo-politycznych z czasów wojny z lat 1939–1945. W 1948 roku został Członkiem Honorowym Pomorskiego Związku Pszczelarzy.
Zmarł 27 września 1964 w Toruniu, pochowany został na cmentarzu św. Jerzego w Toruniu.

## Ordery i odznaczenia
- Złoty Krzyż Zasługi (28 stycznia 1939)[11]
- Srebrny Krzyż Zasługi (11 listopada 1935)[12]
- Srebrny Medal za Długoletnią Służbę[1]
- Brązowy Medal za Długoletnią Służbę[1]

## Upamiętnienie
W 2016 roku miało miejsce odsłonięcie tablicy pamiątkowej dedykowanej Stanisławowi Buchholzowi podczas obchodów rocznicy wyzwolenia Torunia po I wojnie światowej oraz powstania Polskiej Szkoły Wydziałowej.